# استان سیه‌نا
استان سیه‌نا یا سی‌یِنا (به ایتالیایی: Province di Siena) از استان‌های کشور ایتالیا است. استان سینا در منطقهٔ توسکانی و در مرکز ایتالیا قرار دارد. مساحت این استان ۳٬۸۲۱ کیلومترمربع و جمعیت آن طبق سرشماری سال ۲۰۱۱ تقریباً ۲۶۷٬۱۹۴ نفر بوده‌است.
شهر تاریخی سیه نا و تپه های زیبای وال دورچا ، مهمترین جاذبه‌های گردشگری آن هستند. 
آفتابگردان و زعفران مهمترین محصولات کشاورزی این استان میباشند. 